# Nicotiana fragrans
Nicotiana fragrans är en potatisväxtart som beskrevs av William Jackson Hooker. Nicotiana fragrans ingår i släktet tobak, och familjen potatisväxter. Utöver nominatformen finns också underarten N. f. fatuhivensis.

## Bildgalleri

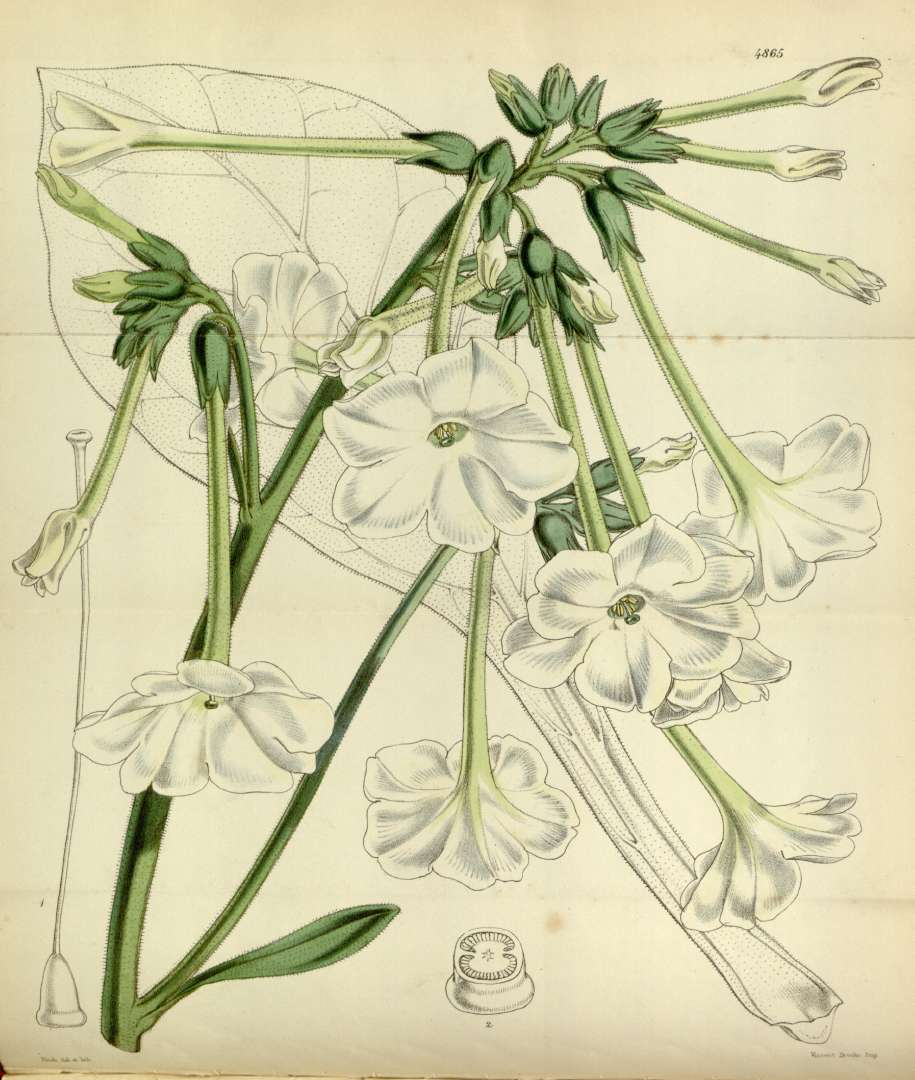